# مارتین بینکس
مارتین بینکس (انگلیسی: Martin Binks؛ زادهٔ ۱۵ سپتامبر ۱۹۵۳) بازیکن فوتبال اهل بریتانیا است.
از باشگاه‌هایی که در آن بازی کرده‌است می‌توان به باشگاه فوتبال کمبریج یونایتد، باشگاه فوتبال دارتفورد، باشگاه فوتبال کولچستر یونایتد، و باشگاه فوتبال لیتون اورینت اشاره کرد.